# 夜はあな・アナ
夜はあな・アナ（よるはあなあな）は、熊本放送（RKK）で、2005年4月から2006年3月まで毎週日曜日に放送されていたラジオ番組。レコード盤限定のリクエスト番組だった。

## 放送時間の変遷
- 2005年4月～2005年9月 25:00～26:00
- 2005年10月～2006年3月 22:00～23:00

## パーソナリティ
- 江越哲也（ラジオDJ）

| スタブアイコン | サブスタブ | この項目は、まだ閲覧者の調べものの参照としては役立たない、ラジオ番組に関連した書きかけの項目です。この項目を加筆・訂正などしてくださる協力者を求めています（P:ラジオ/PJ:放送番組）。 |